# Ich brauche einen Erben
Ich brauche einen Erben ist eine US-amerikanische Filmkomödie aus dem Jahr 1981 von David Steinberg mit Burt Reynolds und Beverly D’Angelo in den Hauptrollen.

## Handlung
Buddy Evans, ein überzeugter Single, ist Eventmanager für den Madison Square Garden in New York. Buddy lebt alleine, wird aber von der Haushälterin Celia versorgt. Er hat oft mit Kindern zu tun, weshalb in ihm der Wunsch nach einem Sohn, der seinen Namen weitertragen soll, erwacht. Buddy entscheidet sich, eine Leihmutter zu beauftragen. Seine Freunde Larry und Kurt helfen ihm, durch Befragungen die richtige Leihmutter zu finden. Maggie, eine Kellnerin eines nahen Bistros, zeigt sich interessiert.
Buddy wird in seinem Büro von der attraktiven Innenarchitektin Jenny Lofton aufgesucht. Allerdings hält Buddy sie irrtümlich für eine Kandidatin auf die Leihmutterschaft. Seine Fragen irritieren Jenny. Buddy versucht, den Sachverhalt aufzuklären. Später begegnet Buddy zufällig Maggie wieder. Maggie ist eigentlich eine aufstrebende Sängerin, die nur als Kellnerin arbeitet, um ihren Lebensunterhalt zu verdienen. Das Geld, das Buddy der gesuchten Leihmutter zahlen will, würde Maggie für eine Reise nach Paris einsetzen, um dort ihre Gesangskarriere zu starten.
Buddy will es mit Maggie versuchen, doch er hat Probleme. Durch ein kleines Rollenspiel kann Maggie Buddy helfen. Bald ist sie tatsächlich schwanger. Maggie zieht zu Buddy, damit er auf sie aufpassen kann. Er überwacht alles in ihrem Leben, angefangen von der Diät bis hin zu ihren Schwangerschaftsübungen. Allerdings schenkt er ihr ansonsten keine Aufmerksamkeit, sondern trifft sich mit anderen Frauen. Es dauert nicht lange, bis sich Maggie nicht nur ignoriert fühlt. Sie will nun das Baby für sich behalten. Bald wird Buddy klar, dass er alles, was ihm wichtig ist, verlieren wird. Er kommt zu sich und heiratet Maggie, mit der er ein glückliches Leben führt. Allerdings sind alle Kinder, die Maggie zur Welt bringt, Mädchen.

## Kritik
Das Lexikon des internationalen Films sah in der Produktion eine "durch Ironie und Spielwitz gemilderte frivole Komödie; weitgehend unterhaltsam, mit einigen überraschenden Gags, oft recht drastisch im Dialog."
Die Filmzeitschrift Cinema befand, „als Super-Macho trotzt Reynolds dem vorhersehbaren Skript den ein oder anderen Schmunzler ab“. Das Ergebnis sei jedoch ein „harmloses Lustspiel ohne große Lacher“.

## Auszeichnungen
Peter Billingsley wurde 1982 für den Young Artist Award nominiert. Der Song Baby Talk von David Shire und David Frishberg wurde im gleichen Jahr mit der Goldenen Himbeere für den schlechtesten Song bedacht.

## Hintergrund
Die Produktion der Paramount Pictures wurde am 2. Oktober 1981 in den USA uraufgeführt. In Deutschland kam er im Herbst 1984 auf den Videomarkt.
Drehorte waren u. a. der Madison Square Garden, Pier 85 der Circle Line Tours und das Plaza Hotel.